# Szylniebasz
Szylniebasz (ros. Шильнебаш) – wieś (sieło) w Rosji, w Tatarstanie, w rejonie tukajewskim. W 2010 liczyła 990 mieszkańców.